# Collegio elettorale di Empoli (Senato della Repubblica)
Il collegio di Firenze Nord fu un collegio elettorale uninominale della Repubblica Italiana per l'elezione del Senato della Repubblica. Apparteneva alla Circoscrizione Toscana e fu utilizzato per eleggere un senatore nella XII, XIII e XIV legislatura.
Venne istituito nel 1993 con la cosiddetta Legge Mattarella (Legge n. 276, Norme per l'elezione del Senato della Repubblica), attuata in seguito al referendum abrogativo del 1993. La legge istituì per la Camera dei deputati e per il Senato della Repubblica un sistema di elezione misto, in parte maggioritario e in parte proporzionale. Il 75% dei parlamentari dell'assemblea veniva eletto in collegi uninominali tramite sistema maggioritario a turno unico; il restante 25% al Senato veniva eletto tramite recupero proporzionale dei più votati non eletti attraverso un meccanismo di calcolo denominato "scorporo", cioè sottraendo dal conteggio dei voti totali di una lista nella parte proporzionale i voti ottenuti dai candidati collegati alla medesima lista che erano eletti nei collegi uninominali con il sistema maggioritario.
Il collegio venne abolito insieme a tutti gli altri che costituivano il Senato con la promulgazione della legge elettorale successiva, la cosiddetta Legge Calderoli. Questa prevedeva un sistema proporzionale con premio di maggioranza, che al Senato veniva attribuito a livello regionale.

## Territorio
Il collegio di Firenze Nord era uno dei 14 collegi uninominali in cui era suddivisa la Toscana e, come previsto dal D.Lgs. del 20 dicembre 1993 n. 535, comprendeva i comuni di Bagno a Ripoli, Barberino Val d'Elsa, Capraia e Limite, Cerreto Guidi, Certaldo, Empoli, Figline Valdarno, Greve in Chianti, Incisa in Val d'Arno, Lamporecchio, Larciano, Montelupo Fiorentino, Montespertoli, Quarrata, Rignano sull'Arno, San Casciano in Val di Pesa, Tavarnelle Val di Pesa e Vinci.

## Eletti
| Elezione | Elezione | Senatore      | Partito            |
| -------- | -------- | ------------- | ------------------ |
|          | 1994     | Paolo Bagnoli | Progressisti (PSI) |
|          | 1996     | Stefano Boco  | L'Ulivo (FdV)      |
|          | 2001     | Stefano Boco  | L'Ulivo (FdV)      |

## Dati elettorali

### XII legislatura
|                               | Paolo Bagnoli ✔️ Eletto | Progressisti               | 89 345  | 59,46 |  |  |  |  |  |
|                               | Renzo Renzi             | Polo delle Libertà         | 21 372  | 14,22 |  |  |  |  |  |
|                               | Romanello Cantini       | Patto per l'Italia         | 20 562  | 13,68 |  |  |  |  |  |
|                               | Giancarlo Bellacci      | Alleanza Nazionale         | 12 737  | 8,48  |  |  |  |  |  |
|                               | Nazzareno Medici        | Lista Pannella-Riformatori | 4 261   | 2,84  |  |  |  |  |  |
|                               | Benito Mugnaini         | Lega Autonomista Toscana   | 1 977   | 1,32  |  |  |  |  |  |
| Totale                        | Totale                  | Totale                     | 150 254 | 100   |  |  |  |  |  |
|                               |                         |                            |         |       |  |  |  |  |  |
| Voti non validi               | Voti non validi         | Voti non validi            | 11 023  | 6,83  |  |  |  |  |  |
| Votanti                       | Votanti                 | Votanti                    | 161 277 | 92,43 |  |  |  |  |  |
| Elettori                      | Elettori                | Elettori                   | 174 482 |       |  |  |  |  |  |
|                               |                         |                            |         |       |  |  |  |  |  |
| Data: 27-28 marzo 1994        |                         |                            |         |       |  |  |  |  |  |
| Fonte: Ministero dell'interno |                         |                            |         |       |  |  |  |  |  |

### XIII legislatura
|                               | Stefano Boco ✔️ Eletto | L'Ulivo                    | 102 404 | 67,65 |  |  |  |  |  |
|                               | Vieri Boncinelli       | Polo per le Libertà        | 38 923  | 25,71 |  |  |  |  |  |
|                               | Giovanna Sartini       | Lega Nord                  | 2 808   | 1,86  |  |  |  |  |  |
|                               | Graziano Carboncini    | Fiamma Tricolore           | 1 828   | 1,21  |  |  |  |  |  |
|                               | Silvano Ulivieri       | Socialista                 | 1 672   | 1,10  |  |  |  |  |  |
|                               | Gianluca Pancani       | Lista Pannella-Sgarbi      | 1 596   | 1,05  |  |  |  |  |  |
|                               | Lucia Brotini          | Mani Pulite                | 1 253   | 0,83  |  |  |  |  |  |
|                               | Maurizio Billi         | Movimento Toscana Autonoma | 888     | 0,59  |  |  |  |  |  |
| Totale                        | Totale                 | Totale                     | 151 372 | 100   |  |  |  |  |  |
|                               |                        |                            |         |       |  |  |  |  |  |
| Voti non validi               | Voti non validi        | Voti non validi            | 9 322   | 5,80  |  |  |  |  |  |
| Votanti                       | Votanti                | Votanti                    | 160 694 | 90,40 |  |  |  |  |  |
| Elettori                      | Elettori               | Elettori                   | 177 763 |       |  |  |  |  |  |
|                               |                        |                            |         |       |  |  |  |  |  |
| Data: 21 aprile 1996          |                        |                            |         |       |  |  |  |  |  |
| Fonte: Ministero dell'interno |                        |                            |         |       |  |  |  |  |  |

### XIV legislatura
|                               | Stefano Boco ✔️ Eletto | L'Ulivo                              | 93 214  | 58,51 |  |  |  |  |  |
|                               | Luigi Lupo             | Casa delle Libertà                   | 45 782  | 28,73 |  |  |  |  |  |
|                               | Claudio Bicchielli     | Partito della Rifondazione Comunista | 11 815  | 7,42  |  |  |  |  |  |
|                               | Maria Pia Di Maio      | Lista Di Pietro                      | 3 421   | 2,15  |  |  |  |  |  |
|                               | Giorgio Sanna          | Democrazia Europea                   | 2 745   | 1,72  |  |  |  |  |  |
|                               | Pierina Cecconi        | Pannella-Bonino                      | 2 348   | 1,47  |  |  |  |  |  |
| Totale                        | Totale                 | Totale                               | 159 325 | 100   |  |  |  |  |  |
|                               |                        |                                      |         |       |  |  |  |  |  |
| Voti non validi               | Voti non validi        | Voti non validi                      | 6 382   | 3,85  |  |  |  |  |  |
| Votanti                       | Votanti                | Votanti                              | 165 707 | 89,44 |  |  |  |  |  |
| Elettori                      | Elettori               | Elettori                             | 185 265 |       |  |  |  |  |  |
|                               |                        |                                      |         |       |  |  |  |  |  |
| Data: 13 maggio 2001          |                        |                                      |         |       |  |  |  |  |  |
| Fonte: Ministero dell'interno |                        |                                      |         |       |  |  |  |  |  |